# Millettia erythrocalyx
Millettia erythrocalyx är en ärtväxtart som beskrevs av François Gagnepain. Millettia erythrocalyx ingår i släktet Millettia och familjen ärtväxter.

## Underarter
Arten delas in i följande underarter:
- M. e. erythrocalyx
- M. e. fusca